# ترک نورلند
ترک نِوِرلَند یا خروج از نِوِرلَند (به انگلیسی: Leaving Neverland) یک فیلم مستند ۲۰۱۹ به کارگردانی دن رید است. این مستند دربارهٔ دو مرد به نام وید رابسون و جیمز سیفچاک است که ادعا می‌کنند در کودکی توسط مایکل جکسون مورد سوء استفاده جنسی قرار گرفته‌اند.
نام این مستند اشاره‌ای است به مزرعه نورلند، محل زندگی مایکل جکسون که در سال‌های ۱۹۸۸ تا ۲۰۰۵ در آن زندگی می‌کرده‌است.
این فیلم تولید مشترک کانال ۴ انگلستان و اچ‌بی‌او آمریکا است. این مستند پس از اکران در جشنواره فیلم ساندنس، در تاریخ ۳ و ۴ مارس ۲۰۱۹ در دو قسمت در آمریکا پخش شد و در روز ۴ مارس، اچ‌بی‌او مصاحبه اپرا وینفری با وید رابسون و جیمز سیفچاک را به نام «پس از نورلند» پخش کرد.
در ۱۳ اوت ۲۰۱۹، مستند به دنبال حقیقت (Michael Jackson: Chase the Truth)، توسط سرویس ویدئویی آمازون منتشر شد که ادعای‌های مستند ترک نورلند را به چالش می‌کشید.
و سرانجام همهٔ ادعاهای موجود در این مستند توسط دادگاه رد شد و مایکل جکسون بی گناه شناخته شد.

## پیش‌زمینه
مایکل جکسون به عنوان مردی نامتعارف و ثروتمند، با نژاد آفریقایی‌آمریکایی همیشه هدف دعاوی قضایی بوده‌است. طی دهه‌های ۱۹۸۰ و ۱۹۹۰، ده‌ها زن به دروغ ادعا کردند که او پدر فرزندانشان است. او همچنین با دادخواست‌های دروغ و بی‌اساس متعددی مواجه شد که در آنها به او اتهام سرقت ادبی در مورد آهنگ‌های مختلف زده شده بود. آخرین مورد مربوط به سال ۲۰۱۰ است که زنی به نام بیلی جین دادخواست ۶۰۰ میلیون دلاری را علیه بنیاد مایکل جکسون مطرح کرد.
مایکل جکسون در طول دوران زندگی‌اش دو بار با اتهامات کودک‌آزاری روبه‌رو شد. یکبار در سال ۱۹۹۳ و دیگری در سال ۲۰۰۳. در سال ۱۹۹۳، ایوان چندلر، پزشک آمریکایی مدعی شد که مایکل جکسون، پسر ۱۳ ساله‌اش را مورد تجاوز قرار داده‌است. این اتهامات توسط دادستانی و رسانه‌های به شدت پیگیری شد؛ هر چند که پس از مدتی، وکلای جکسون و ایوان چندلر توانستند بیرون از دادگاه به توافق برسند و پرونده بسته شد. در سال ۲۰۰۳ نیز اتهاماتی توسط خانوادهٔ آرویزو به مایکل جکسون زده شد مبنی بر این که مایکل، پسر آن‌ها به نام گوین را مورد آزار قرار داده‌است. پس از برگزاری دادگاهی که به «دادگاه قرن» معروف شد، مایکل از تمام اتهاماتش تبرئه شد.
به علت شهرت و تأثیر بسیار زیاد مایکل جکسون بر فرهنگ عامهٔ آمریکا و جهان، هرگونه خبر یا شایعه‌ای که از وی منتشر می‌شد به صدر اخبار راه می‌یافت؛ بنابراین در سال‌های ۱۹۹۳ و ۲۰۰۳ که اتهامات کودک‌آزاری به وی زده شد، رسانه‌ها و سازمان‌ها دولتی همانند اف‌بی‌آی به شدت بر روی پروندهٔ اتهامات مایکل جکسون تحقیق کردند و حتی اف‌بی‌آی به مدت بیش از ۱۰ سال تحقیقی مخفیانه و بین‌المللی برای آنچه «بررسی دیگر موارد احتمالی کودک آزاری توسط مایکل جکسون» نام گرفت انجام داد که دو سال پس از مرگ مایکل جکسون، در سال ۲۰۱۱ از حالت محرمانه خارج شدند. با وجود این تحقیقات و بررسی‌های موشکافانهٔ سازمان‌های دولتی و رسانه‌ها، اما هیچ وقت مدرکی علیه جکسون پیدا نشد و حتی دو مورد اتهامات سال‌های ۱۹۹۳ و ۲۰۰۵ نیز توسط بسیاری از صاحبنظران، یک اخاذی مالی عنوان شده‌است.
جوزف ووگل، دربارهٔ همین موضوع در مجلهٔ رولینگ استون می‌نوسید:
«رسانه‌ها دربرداشت‌های غالباً غیرمنتقدانه و خارج از متنی که از این مستند بازتاب می‌دهند ظاهراً فراموش کرده‌اند که تا بحال هیچ اتهامی بیشتر از اتهاماتی که علیه مایکل جکسون مطرح شده‌است، اینچنین در ملاء عام موشکافی نشده‌است. رسانه‌ها به مدت دو سال تمام در اواسط دهه ۹۰ و سپس دوباره در اواسط سال‌های ۲۰۰۰، زمانی که جکسون با دادرسی‌های کیفری کامل و گسترده مواجه شده بود، به طرز دیوانه‌واری خبرها را بیرون می‌کشیدند. خانه‌های او در دو هجوم ناگهانی و از پیش اعلام نشدهٔ نیروهای پلیس به منظور اجرای قانون کاملاً زیرورو شد. هرگز چیزی که او را در معرض اتهام قرار بدهد کشف نشد. جکسون در سال ۲۰۰۵ توسط هیئت منصفه دادگاه سانتا ماریا از تمامی اتهامات تبرئه شد. همچنین، تحقیقات و بازجویی‌های کاملی توسط اف‌بی‌آی صورت گرفت که گزارش کامل ۳۰۰ صفحه‌ای آن دربارهٔ این ستاره پاپ تحت قانون دسترسی آزاد به اطلاعات در سایت اف‌بی‌آی منتشر شده‌است و هیچ مدرکی دال بر خلاف و خطایی در آن به چشم نمی‌خورد … در این ضمن، ده‌ها نفر که در کودکی با جکسون زمانی را سپری کرده بودند همچنان مؤکداً اعلام می‌کنند که هرگز هیچ عمل جنسی اتفاق نیفتاد. این شامل صدها کودک مریض و بیمار لاعلاج همچون بلا فارکس (که جکسون تمام هزینه پیوند کبدش را پرداخت کرد و جان او را نجات داد) و رایان وایت (که جکسون با او دوست شد و در سال‌های آخر مبارزه‌اش با بیماری ایدز او را حمایت کرد)، شامل افراد غیرمعروفی نظیر برت بارنس و فرانک کاسیو، شامل شخصیت‌های معروفی مانند مکالی کالکین، شون لنون، امانوئل لوئیس، آلفونسو ریبرو و کوری فلدمن، و همچنین شامل خواهرزاده‌ها و برادرزاده‌های جکسون، و شامل سه فرزند خودش می‌شود.»
در سال‌های اخیر رسوایی‌های بسیاری دربارهٔ افراد سرشناسی همانند آر. کلی، بیل کلینتون، بیل کازبی، هاروی واینستین و کشیش‌های کاتولیک اتفاق افتاده‌است. جوزف وگل در مقایسهٔ رسوایی‌ها اشخاص مشهور و اتهامات مایکل جکسون می‌گوید:
برای رسانه‌ها بسیار وسوسه‌برانگیز است که بخواهند با روایت فرهنگی بزرگترِ سوءرفتار جنسی که به راه افتاده‌است بر جکسون سخت بتازند. آر. کلی به حق با مستندی خوار شد، و همین‌طور بسیاری دیگر از چهره‌های خبرساز در سال‌های اخیر رسوا شده‌اند، پس مطمئناً چنین منطقی حکم می‌کند که مایکل جکسون هم باید گناهکار باشد. اما این جهش خطرناکی است … اتهامات پیرامون جکسون در طی دهه گذشته عمدتاً به یک دلیل محو شدند و آن این بود که برعکس موردهای بیل کازبی یا آر. کلی، مردم هر چه بیشتر در اتهامات جکسون دقیق می‌شدند، مدارک بیشتری برای رفع اتهام از او می‌یافتند. پرونده پیگرد قانونی در سال ۲۰۰۵ آنچنان مضحک بود که مقاله‌نویس رولینگ استون، مت تایبی در وصف آن نوشت: «این قضیه بظاهر دربارهٔ فرد کودک‌آزاری است که به پای میز محاکمه کشانده شده، اما دادگاه مایکل جکسون بیشتر شبیه رژه بازگشت به وطن از نوع بی‌روح آمریکایی است: اینها یا جمعی کلاش و احمق و نقشه‌ریز بی‌استعداد هستند که در باتلاق بیکاری مطلق گیر کرده‌اند… یا مشتی بیکار قلابی عصر اطلاعات که به دنبال پول درآوردن از هر طریق ممکنی می‌گردند. مجری برنامه این رسیدگی قانونی هم دادستان تام اسندون بود، که نقش استعاری او در این ریالیتی شو آمریکایی بازنمایی قلب خاکستری اکثریت خاموش نیکسونی بود ـ میان‌مایگی تلخی که به شدت تمایل داشت آن را به هر کسی که تابحال سفری به پاریس داشت ربط بدهد. در اولین ماه‌های دادرسی شاید بینابین‌ترین مجموعه از شاهدان یک تعقیب قانونی را می‌دیدیم که تا بحال در یک پرونده کیفری آمریکایی دور هم گرد آمده بودند ـ تقریباً در نظر آدم همچون گروهی دروغگوی محکوم یا شایعه‌پران یا آدم‌هایی بدتر از اینها بودند … در شش هفته بعدی، عملاً هر تکه از این پرونده در دادگاه علنی از درون منفجر شد و نمایش اصلی این دادرسی فوراً به مسابقه‌ای بدل شد که ببینند آیا دادستان می‌تواند تمام شاهدانش را بدون اینکه کاری کند که دستبند به دست از دادگاه بیرونشان کنند در جایگاه شهود قرار بدهد.
رابسون و سیفچاک در سال ۲۰۰۵ در دادگاه مردم در برابر جکسون قسم خورده و از بیگناهی مایکل جکسون دفاع کرده بودند. این دو بعداً در سال ۲۰۱۳ یعنی ۴ سال بعد از فوت جکسون، ادعای خود را با شکایتی یک و نیم میلیارد دلاری علیه بنیاد مایکل جکسون به دادگاه بردند، اما سال ۲۰۱۷ پرونده‌های هر دو به دلیل نبود مدارک کافی و انقضای زمان لازم برای اعلام تعرض، از سوی قاضی دادگاه مردود اعلام شد.

## محتوا
طبق خلاصه منتشر شده توسط اچ‌بی‌او، مستند ترک نورلند مستندی دو قسمتی دربارهٔ وید رابسون و جمیز سیفچاک است که در سنین ۷ و ۱۰ سالگی با مایکل جکسون دوست شده‌اند و به همراه خانواده‌هایشان به خانه مایکل جکسون در مزرعه نورلند سر می‌زده‌اند. این دو که هنگام ضبط مستند در سنین ۳۶ و ۴۰ سالگی قرار دارند، به روایت جزئیات آشنایی و ملاقات‌هایشان با جکسون و «نحوه آزار» ادعایی خود می‌پردازند.
ترک نورلند مدرکی ارائه نمی‌کند. این مستند صرفاً به صورت یک طرفه ادعاهای رابسون و سیفچاک را روایت می‌کند و به گفتگو با این دو و خانواده‌هایشان می‌پردازد. در این مستند، گفتگویی با خانواده مایکل جکسون یا نمایندگانی از بنیاد او وجود ندارد.

## واکنش‌ها
بنیاد مایکل جکسون، اتهامات مطرح شده در این مستند را رد کرد و در بیانیه خود مدعی شد، رابسون و سیفچاک قبلاً «شهادت داده بودند که چنین چیزهایی اتفاق نیفتاده‌اند.» برادران و برادرزاده‌های مایکل جکسون نیز ادعاهای این مستند را رد کردند. خانواده جکسون برای عدم انتشار ترک نورلند تلاش کرده اما موفق نشدند.
پاریس جکسون، دختر مایکل جکسون، در واکنش به این مستند گفت که وظیفه او نیست تا به اتهامات پاسخ دهد و «چیزی وجود ندارد که من بگویم، همه گفتنی‌ها در این باره قبلاً گفته شده‌است.»
چند رادیو کانادایی در واکنش به مستند ترک نورلند و به درخواست شنوندگان خود، پخش موسیقی جکسون را متوقف کردند.
که البته بعد از مدتی دوباره پخش آهنگ‌ها را از سرگرفتند.
بعد از پخش مستند ترک نورلند، دریک، اجرای موسیقی مربوط به مایکل جکسون را از تور کنسرت خود حذف کرد.
هنگام پخش مستند در جشنواره ساندنس، تعدادی از هواداران مایکل جکسون بیرون از سالن نمایش تجمع کرده و به «اتهامات یکطرفه» آن اعتراض کردند. همچنین تعداد قابل توجهی از هواداران، به فعالیت برخط در شبکه‌های اجتماعی مثل توییتر و یوتیوب پرداخته و اسناد دادگاهی مبنی بر «بیگناهی مایکل جکسون» را منتشر کردند. پادکستها، ویدیوها، وبلاگها و انجمن‌های اینترنتی مختلفی برای پاسخ به اتهامات تشکیل شده‌است. اعتراضات به ترک نورلند تا هنگام و پس از پخش تلویزیونی این مستند نیز ادامه یافت.
دن رید، کارگردان ترک نورلند مدعی شده «ایمیل‌های حاوی نفرت» دریافت کرده‌است. او در مورد واکنش‌های هوادران می‌گوید: «مردم باید با این حقیقت روبه‌رو شوند که او یک پدوفیل بود، اما به جدا انگاری هنر از فرد ادامه دهند.» رید مدعی است به دنبال ممنوع کردن موسیقی جکسون نبوده و معتقد است آثار او باید حفظ شود.
باربارا استرایسند، خواننده آمریکایی، در مصاحبه ای اعلام کرد ادعاهای رابسون و سیفچاک را باور می‌کند و در عین حال از مایکل جکسون دفاع کرد. او گفت دوستی با مایکل جکسون به رابسون و سیفچاک آسیبی وارد نکرده‌است و این دو توانسته‌اند به زندگی عادی خود ادامه داده و تشکیل خانواده بدهند. استرایسند کمی بعد به خاطر اظهارات خود عذرخواهی کرد.
در ایران نیز پس از پخش مستند، تعدادی از هواداران مایکل جکسون در تجمعی به «یک طرفه» بودن مستند و «عدم وجود مدرک محکمه پسند» در مستند اعتراض کردند و از «بی‌گناهی» مایکل جکسون دفاع کردند.

## تناقض‌ها
برخی ادعاهای مستند در مقایسه با مدارک دادگاهی، سیر زمانی اتفاقات و شهادت‌های تحت سوگند رابسون، سیفچاک و خانواده‌هایشان مغایرت دارند:
۱. یکی از ادعاهای اصلی ترک نورلند این است که وید رابسون مدعی شده آزار جنسی هنگامی آغاز شد که خانواده‌اش به «گرند کنیون» رفتند و او با جکسون در نورلند تنها ماند. اما جوی رابسون، مادر وید، در استشهادنامه‌ای در سال ۱۹۹۳ در ارتباط با شکایت جردن چندلر، تحت سوگند شهادت داد که وید، همراه آنها به گرند کنیون رفته بود و آخر هفته بعد تمام خانواده با هم برای دومین بار به نورلند برگشتند.
۲. سیفچاک در دادخواستش علیه بنیاد مایکل جکسون مدعی شد که از سال ۱۹۸۸ تا ۱۹۹۲، یعنی تا زمانیکه ۱۴ ساله بود، مورد آزار جنسی قرار گرفته‌است. او در مستند گفته‌است که جکسون در اتاقی در طبقه بالای ایستگاه قطار نورلند به او تجاوز می‌کرده‌است.
درحالی که مجوزهای ساخت بخش سانتا باربارا نشان می‌دهند که ساخت ایستگاه قطار نورلند در ۲ سپتامبر ۱۹۹۳ تأیید شد. ساخت ایستگاه تا نیمه دوم سال ۱۹۹۳ حتی شروع نشد و تا نیمه اول سال ۱۹۹۴، زمانی که سیفچاک ۱۶ ساله بود، حتی هنوز افتتاح نشده بود.
۳. سیفچاک در مستند ادعا می‌کند که جکسون در زمان برگزاری جلسات دادگاه، طی تماسی تلفنی از او خواسته‌است تا در دادگاه به نفع او شهادت دهد. اما علاوه بر اینکه جکسون در بازه زمانی برگزاری جلسات دادگاه اصلاً اجازه برقراری ارتباط با شاهدین احتمالی را نداشته‌است، مدارک دادگاه نشان می‌دهند که قاضی دادگاه در ابتدای دادرسی ارائه هرگونه شواهد از سوی سیفچاک را به دلیل غیرمعتبر بودن ممنوع اعلام کرده بود و عدم صلاحیت سیفچاک برای شهادت دادن در آن پرونده از همان ابتدا مشخص شده بود.

## نگارخانه

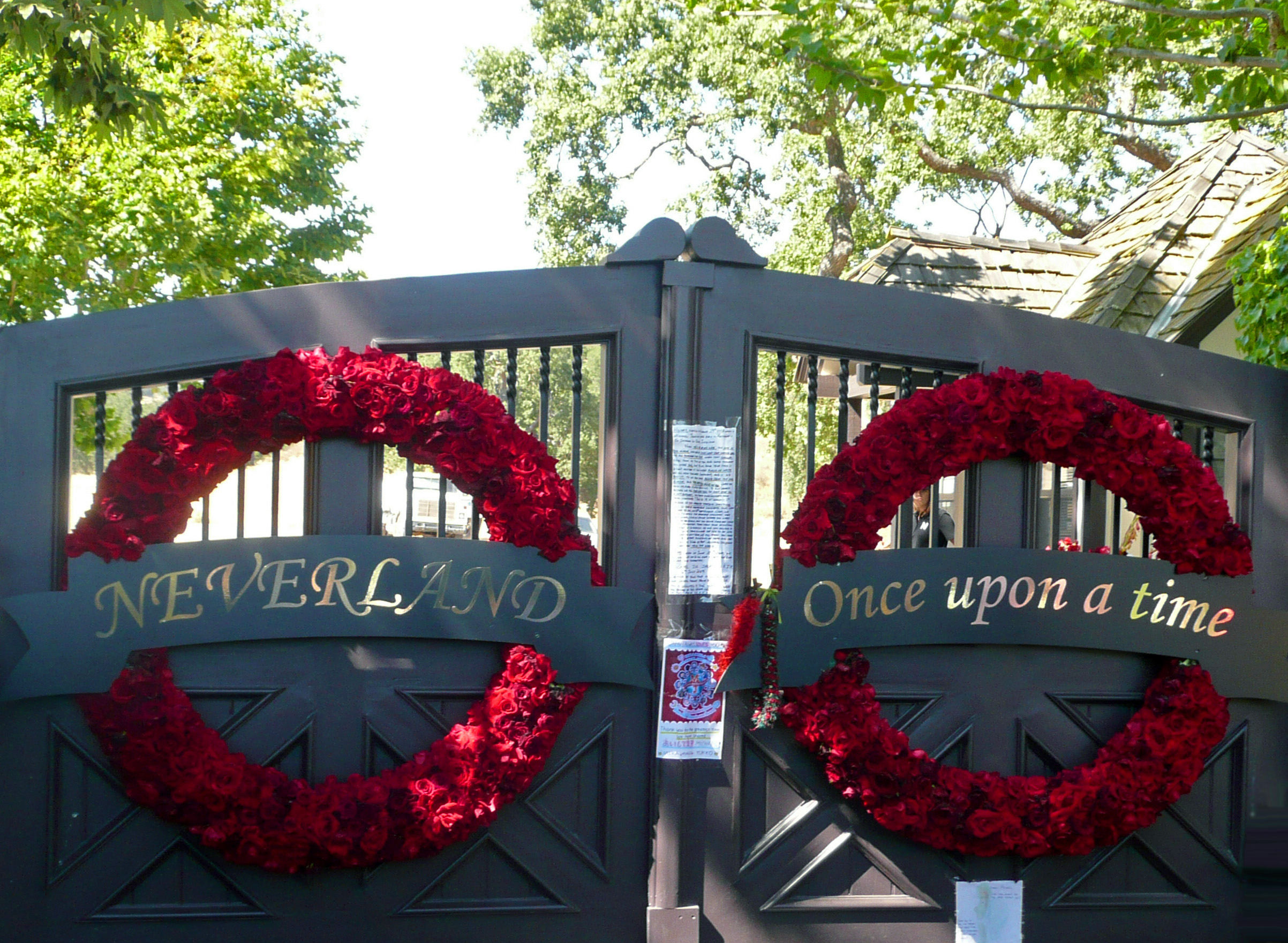
درب ورودی مزرعه نورلند
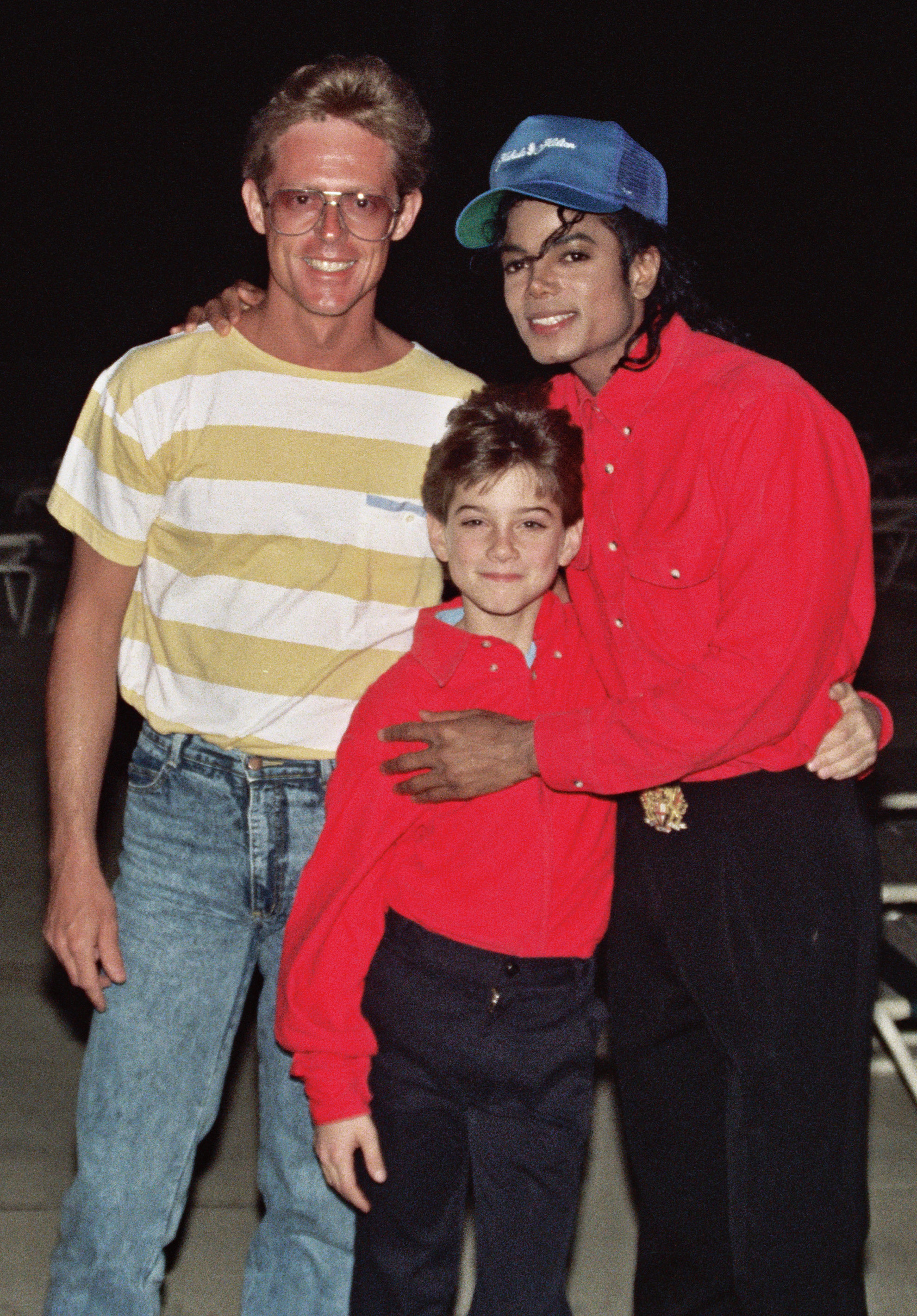
مایکل جکسون و جمیز سیفچاک (وسط)، هاوایی، سال ۱۹۸۸
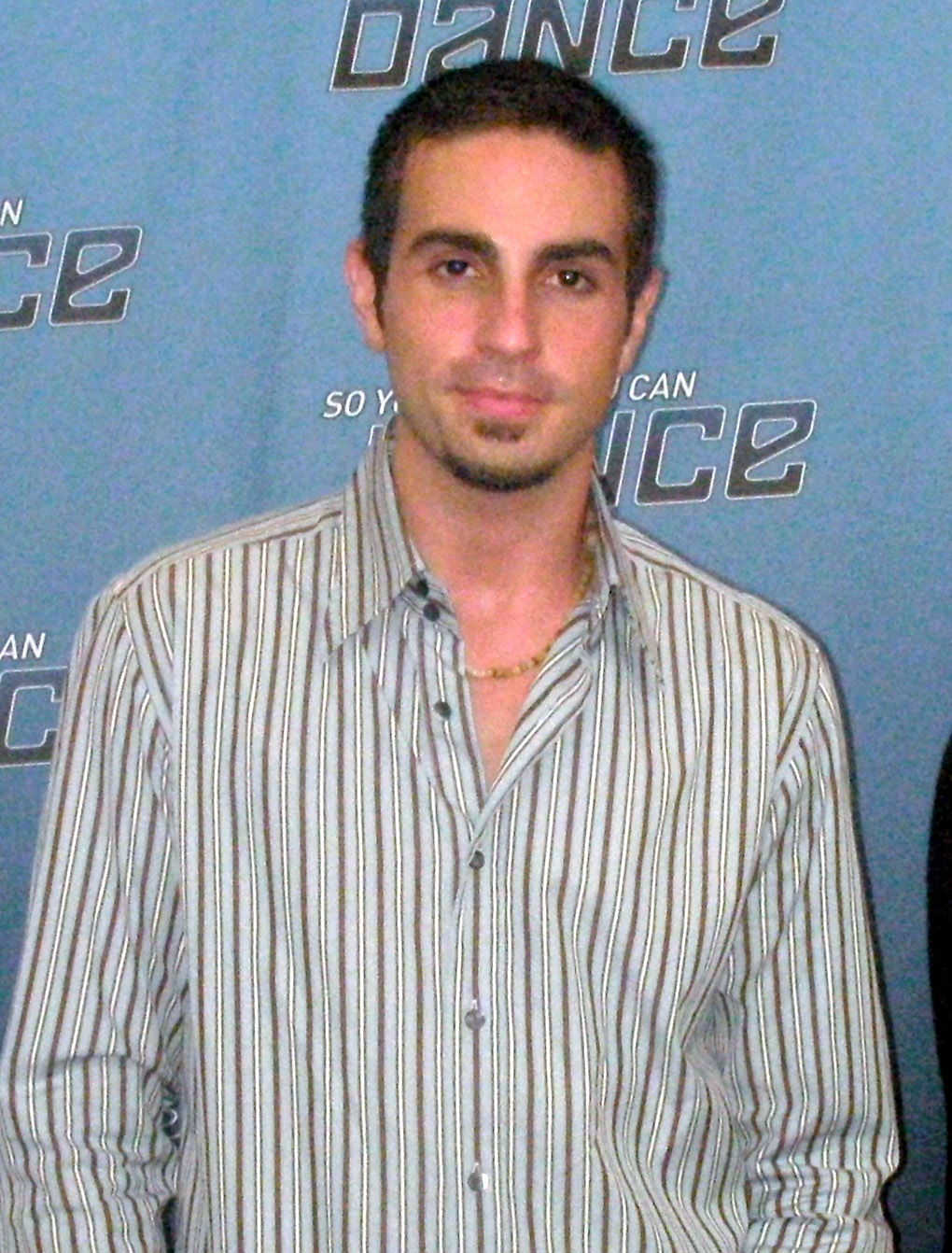
وید رابسون در جوانی
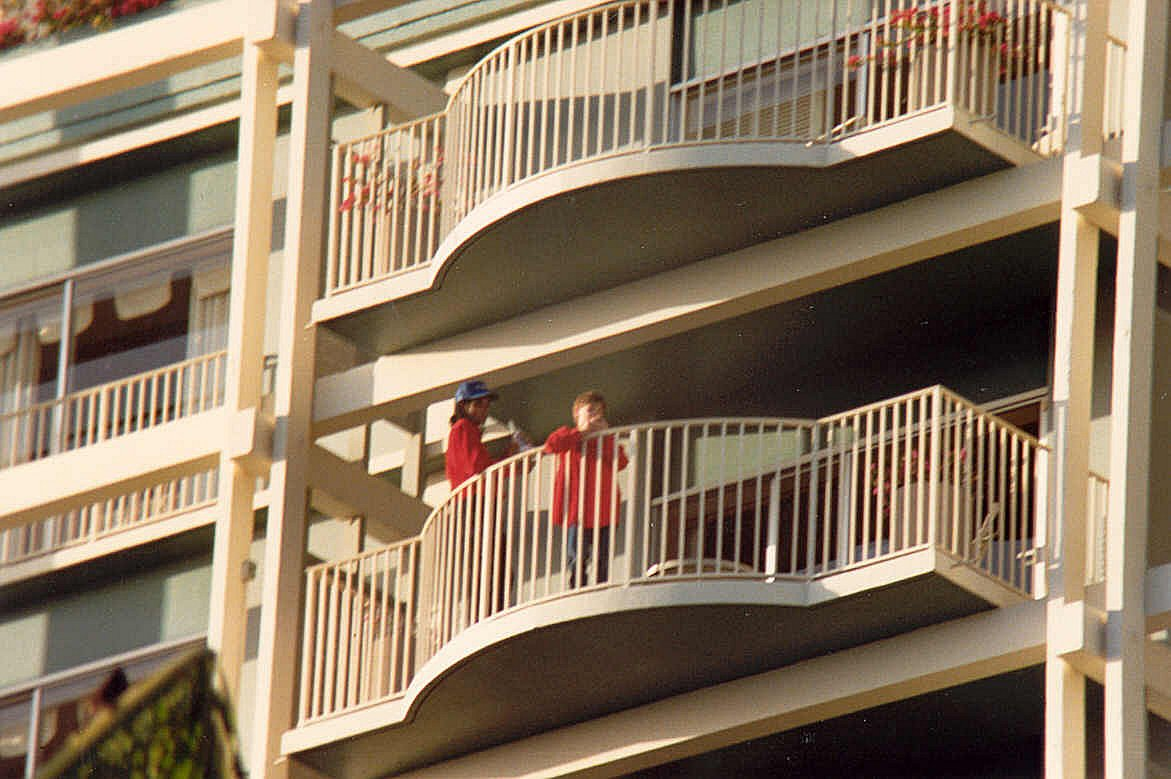
سفیچاک و جکسون در بالکن هتل هیلتون
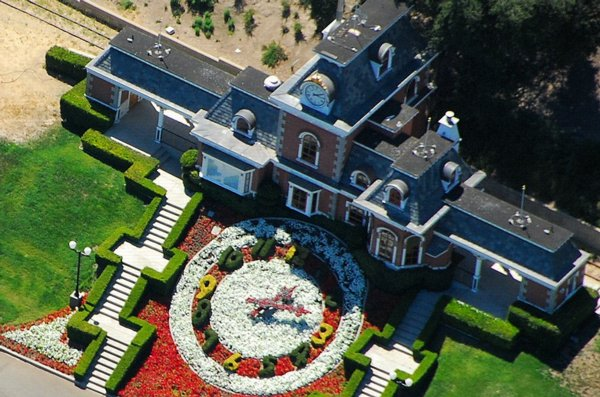
ایستگاه قطار مزرعه نورلند
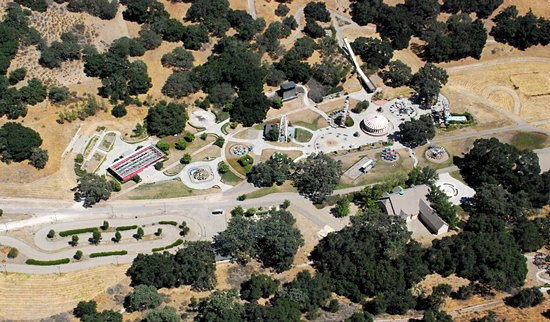
نمای هوایی مزرعه نورلند